# Друга найлегша вага в боксі
Друга найлегша вага (англ. Super flyweight, також англ. junior bantamweight) або (англ. light bantamweight) вагова категорія у професійному боксі. Виступають боксери від 51 кг. (112 фунтів) до 52 кг. (115 фунтів).

## Чемпіони
Чоловіки
* Дані станом на 11 травня 2025.
| Організація | Дата здобуття  | Чемпіон                  | Рекорд         | Захисти |
| ----------- | -------------- | ------------------------ | -------------- | ------- |
| WBA         | 7 липня 2024   | Фернандо Мартінес        | 18-0 (9 KO)    | 1       |
| WBC         | 29 червня 2024 | Джессі Родрігес          | 22–0 (15 KO)   | 2       |
| IBF         | 23 травня 2025 | Віллібальдо Гарсія Перес | 23–5-2 (13 KO) | 0       |
| WBO         | 19 липня 2025  | Джессі Родрігес          | 22–0 (15 KO)   | 0       |

Жінки
| Організація | Дата здобуття  | Чемпіон                | Рекорд        | Захисти |
| ----------- | -------------- | ---------------------- | ------------- | ------- |
| WBA         | 19 травня 2018 | Марібель Рамірес       | 13-9-3 (3 KO) |         |
| WBC         | 12 грудня 2020 | Лурдес Хуарес          | 33-2 (4 KO)   |         |
| IBF         | 30 січня 2021  | Мікаела Мілагрос Лухан | 10-1-1 (3 KO) |         |
| WBO         | 30 травня 2022 | Тамао Одзава           | 17-5 (6 KOs)  |         |

### РейтингThe Ring
Станом на 13 серпня 2022.
Легенда:
 Ч  Чинний чемпіон світу за версію журналу The Ring
| Ранг | Ім'я                        | Рекорд (W–L–D) | Титул(и) |
| ---- | --------------------------- | -------------- | -------- |
| Ч    | Джессі Родрігес             | 20–0 (13 KO)   |          |
| 1    | Роман Гонсалес              | 51–3 (41 KO)   |          |
| 2    | Казуто Йока                 | 29–2 (15 KO)   | WBO      |
| 3    | Джессі Родрігес             | 16–0 (11 KO)   | WBC      |
| 4    | Фернандо Мартінес           | 14–0 (8 KO)    | IBF      |
| 5    | Джошуа Франко               | 18-1-2 (8 KO)  | WBA      |
| 6    | Срісакет Сор Рунгвісаі      | 50–6–1 (43 KO) |          |
| 7    | Франсіско Родрігес молодший | 36–5–1 (25 KO) |          |
| 8    | Джервін Анкахас             | 33–2–2 (22 KO) |          |
| 9    | Косей Танака                | 17-1 (10 KO)   |          |
| 10   | Ендрю Молоні                | 24-2 (16 KO)   |          |